# Verbascum calycosum
Verbascum calycosum är en flenörtsväxtart som beskrevs av Heinrich Carl Haussknecht och Svante Samuel Murbeck. Verbascum calycosum ingår i släktet kungsljus, och familjen flenörtsväxter. Inga underarter finns listade i Catalogue of Life.